# Sýr a červi
Sýr a červi (Il formaggio e i vermi) je historická studie italského historika Carlo Ginzburga z roku 1976.

## Popis
Kniha se zabývá detailním studiem soudního procesu s furlanským mlynářem Domenico Scandellou (1532–1599), zvaným Menocchio, obviněným z kacířství, a na jeho příkladě se pokouší zrekonstruovat myšlenkový a hodnotový rozměr běžného člověka v Itálii kolem roku 1600. Jde o jednu z prvních a dodnes vysoce ceněných studií mikrohistorie, vědního oboru, který se zabývá malým zlomkem dějin, jejž se snaží představit v co nejširších souvislostech.

## Menocchio
Mlynář Menocchio prožil celý život v jediné vesnici. Byl ženatý a měl sedm dětí (další čtyři zemřely v raném věku). Mlynář byl známý svou upovídaností a vznětlivostí. Přestože se mezi ostatními lidmi těšil značné oblibě a byl považován za vzdělaného (jelikož na rozdíl od většiny ostatních uměl číst, psát a počítat), měl také pověst podivína, protože rád s kdekým hovoříval o svých zvláštních náboženských názorech. Dlouhá léta si toho nikdo nepovšiml, až roku 1583 byl po dlouhých sporech s místním farářem udán inkvizici, uvězněn a souzen. Většina lidé z vesnice se postavila proti jeho názorům, což byl ovšem spíše projev strachu z inkvizice.
Inkvizitoři jej vyslýchali poměrně podrobně – údajně proto, že chtěli zjistit, jestli není napojen na nějaké rozsáhlejší spiknutí, ale pravděpodobně také proto, že se jim líbila mlynářova výřečnost, neotřelá argumentace a názory. Proces se táhl několik let, nakonec byl Menocchio na přímluvu nejstaršího syna a několika dalších lidí propuštěn. O mlynářově oblibě svědčí i fakt, že velmi rychle získal své bývalé postavení v obci. Později se ovšem znovu začal zaplétat se svými podivnými teoriemi, roku 1599 byl znovu obviněn, vyslýchán a nakonec upálen. Jeho nejstarší syn, který za něj předtím bojoval, byl v této době už po smrti.

## Menocchiovy názory
Rozhodně si nesmíme mlynáře představovat jako nějakého myslitele nebo vzdělance. Autor si jej pro své dílo vybral právě proto, že šlo o celkem bezvýznamného, průměrného člověka. Nebyl členem žádné náboženské odnože či sekty a nezískal si také žádné následovníky nebo žáky. Většinu svých myšlenek načerpal z knih (např. Dekameron, Mandevill), které si půjčoval od svých přátel, a které zřejmě pročítal velmi pozorně a nad jejich obsahem přemýšlel. Jeho názory jsou neutříděné, často si protiřečí, někdy je zřejmé, že vyslýchajícímu inkvizitorovi neřekl pravdu.
Bylo by také chybou považovat Menocchia za „moderního“ člověka a dívat se na jeho názory z dnešního úhlu pohledu.
- Zcela ojedinělá je jeho teorie o vzniku světa, kterou se zaujetím několikrát přednesl před inkvizičním soudem a prezentoval ji jako svou vlastní, nepřejatou myšlenku. Podle Menocchiovy teorie svět vznikl z ničeho „tak jako v mléce sýr“ a v neživém světě se zrodily živé bytosti – Bůh, andělé a lidé „tak jako v sýru červi“.
- Všichni jsme synové Boží, jako byl Kristus, jen byl lepší než my, jako je lepší třeba papež.
- Bůh zná vše, co nastane, ale nemůže dopředu vědět všechny podrobnosti – pastevci vědí, že se stádo bude množit, ale nevědí jaké mládě se kdy narodí.
- Věřím, že my všichni lidé máme ducha Božího, jenž je rád, konáme-li dobro, a když činíme zlo, onen duch je nespokojen.
- Peklo je pouze na zemi, ráj je slavnost, odpočinek od denní práce, ženy jsou tam každý den krásnější.
- Kdybych se narodil jako Turek, chtěl bych zůstat Turkem.